# بازنویسی
بازنویسی (Paraphrase; ‎/ˈpærəfreɪz/‎) یعنی نوشتن دوباره یک متن به وسیله واژگانی متفاوت از نوشته اصلی؛ هدف از بازنویسی شفاف‌تر کردن و توضیح دوباره «معنی و مفهوم» جملات است، مثلاً:
- «چراغ قرمز بود» ← «قطار اجازه حرکت نداشت چون چراغ قرمز بود»
- «دونالد ترامپ تصریح کرد که کره شمالی می‌بایست به فعالیت هستهای خود خاتمه دهد.» ← «رئیس‌جمهور آمریکا ابراز داشت که کره شمالی باید به اقدامات هسته‌ای خود پایان دهد.»

بازنویسی نوعی ترجمه و تفسیر درون زبانی محسوب می‌گردد. اصطلاح بازنویسی یا پارافریزینگ Paraphrasing اصطلاحی است که در رابطه با تفسیر دوباره یا بازنویسی عبارات و جملات یک متن به کار می‌رود و به‌طور کلی به از نو پرداختن با جملات با حفظ محتوای پیشین اشاره دارد.

## انواع
بازنویسی می تواند به روش‌های متفاوتی انجام شود:
1. جایگزین کردن کلمات با کلمات هم‌معنی‌
2. تغییر ساختار جملات
3. تغییر ترتیب اطلاعات جمله
4. کوتاه‌تر کردن یک جمله بلند یا بلندتر کردن چند جمله کوتاه
5. توضیح واضح‌تر - و غیر انتزاعی‌تر - ایده‌ها

پارافریز کردن یک متن تنها به جملات آن محدود نمی‌شود یا با ایجاد تغییر در هر جمله پیش نمی‌رود؛ بلکه در بازنویسی متون می‌توان پس از خواندن و درک کلی از ساختار و محتوای متن، آن را باری دیگر به زبان خود و با ادبیاتی متفاوت، اما با حفظ محتوای اصلی خلق کرد. معمولاً در بازنویسی کردن متون، بازنویسی‌کنندگان دست به تغییر کلمات کلیدی یا بازی با فاعل و مفعول در جملات یا عبارات درون متن می‌زنند. به این صورت که کلاً از تکنیک‌هایی نظیر جایگزینی کلمات مترادف و هم‌معنی، یا بازی و جابه‌جایی کلمات در جمله یا تغییر کامل گرامر متن در بازنویسی متون استفاده می‌کنند.